# هايني سميث
هايني سميث (بالإنجليزية: Heinie Smith)‏ هو لاعب كرة قاعدة أمريكي، ولد في 24 أكتوبر 1871 في بيتسبرغ في الولايات المتحدة، وتوفي في 25 يونيو 1939 في بوفالو في الولايات المتحدة.

## وصلات خارجية
- هايني سميث على موقعبيزبول رفرنس.كوم (الدوري الرئيسي) (الإنجليزية)
- هايني سميث على موقعبيزبول رفرنس.كوم (الدوري الثانوي) (الإنجليزية)